# 바바우 제도

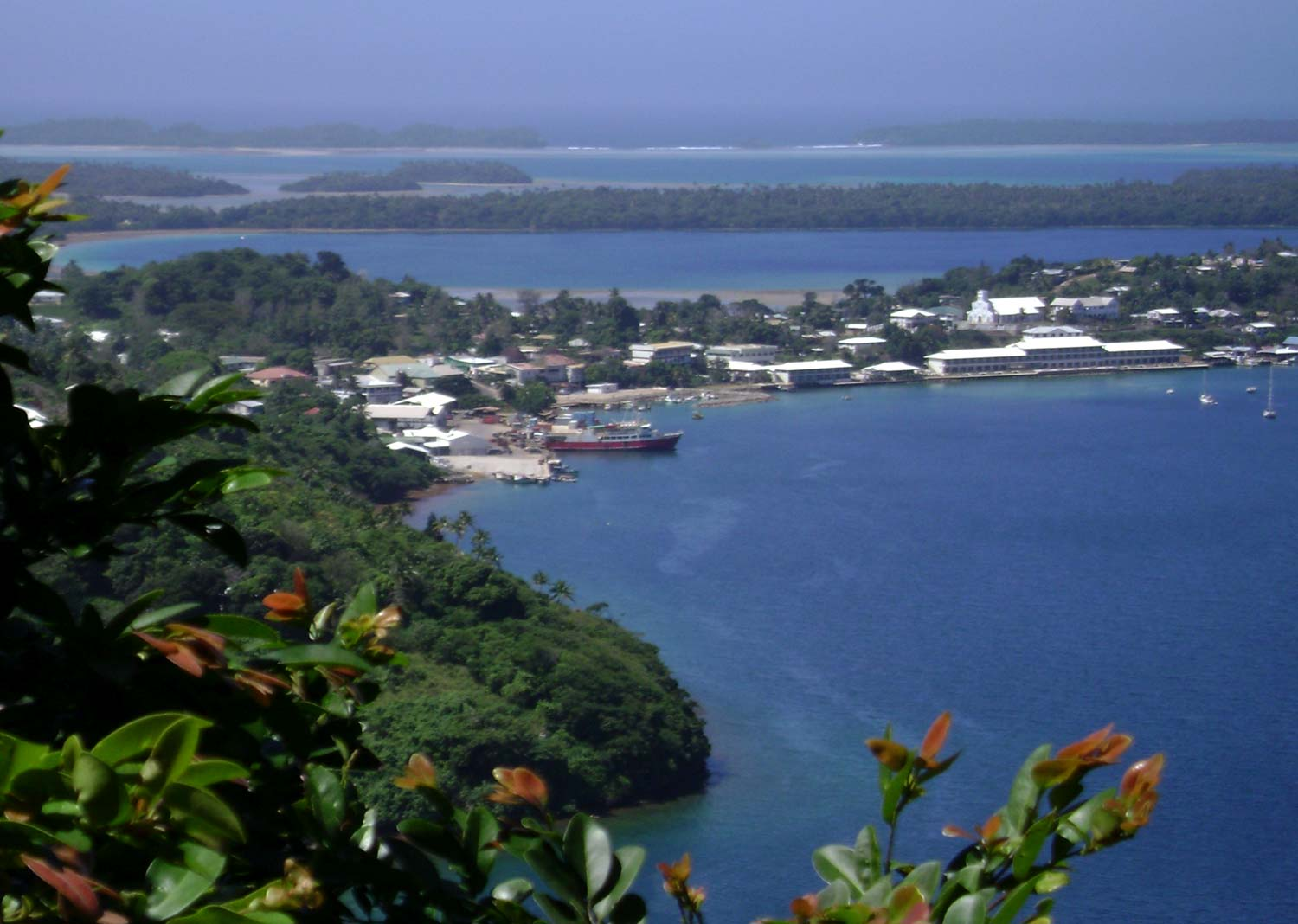
네이아푸 마을과 풍가미시 마을

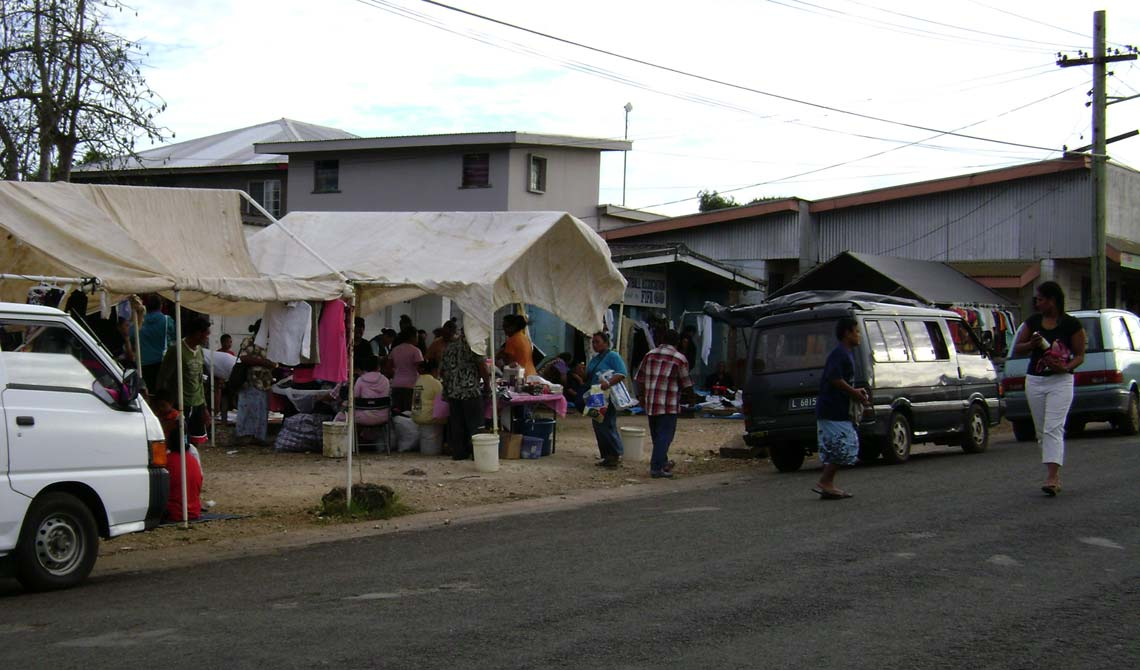
네이아푸 마을에 있는 시장

바바우 제도(Vavaʻu)는 통가 북부에 위치한 제도로 면적은 89.74km2, 인구는 12,238명(1996년 기준)이다. 1개의 큰 섬과 40개의 작은 섬으로 구성되어 있으며 섬의 최고점은 해수면보다 204m 높다. 행정 중심지는 네이아푸로, 누쿠알로파(통가의 수도) 다음으로 통가에서 큰 도시이다. 아름다운 풍경과 뛰어난 항만 시설 때문에 많은 관광객들이 이 곳을 찾는다.